# 元胄
元胄（？—？），河南郡洛阳县（今河南省洛阳市东）人，追尊魏昭成帝拓跋什翼犍的六代孙。北周、隋朝官员。

## 生平
元胄的祖父元顺是西魏濮阳王。父亲元雄是西魏武陵王。元胄少年时英武果敢，多习武艺，浓眉虎须，相貌刚毅，有不可冒犯的威严仪表。北周齐王宇文宪见他后赞美他壮伟，召到身边，多次跟随征伐。官至大将军。杨坚刚刚被召入宫中，将受顾托，先唤来元胄，再唤来陶澄，一起委为心腹，一直住在杨坚内室。杨坚为丞相，元胄时时统军在宫中，又引荐弟弟元威一起入侍卫。北周赵王宇文招知杨坚将要取代北周，于是邀请杨坚到他家。赵王让杨坚入寝室，左右不得跟随，只有杨弘与元胄兄弟坐在门边。赵王对他两个儿子宇文员、宇文贯说：“你们去送瓜，我趁机刺杀他。”酒酣时，赵王准备行动，以佩刀切瓜，接连给杨坚送瓜吃，就要刺杀。元胄上前说：“相府有事，不可久留。”赵王呵斥他：“我和丞相说话，你这是干什么！”叱令他退后。元胄瞪大眼睛充满怒气，扣刀来保护杨坚。赵王问他的姓名，元胄如实相对。赵王说：“你不是原来事奉齐王的吗？真是壮士！”于是给他赐酒，说：“我岂有不好的想法？卿何必猜疑警觉如此！”赵王假装呕吐，将入后閤，元胄怕他再生变故，扶住他请他上坐，这样好几次。赵王说喉咙干渴，命元胄到厨房取喝的东西，元胄不动。滕王宇文逌后来赶到，高祖离位下阶相迎，元胄对杨坚耳语：“事势不妙，应该快快离开。”杨坚还是不明白，说：“他们没有兵马，能干什么？”元胄说：“兵马都是他家现成的，一旦先下手，大事去矣。元胄不怕死，但死有什么用？”杨坚再次入坐。元胄听到屋后有披甲之声，于是急忙再请杨坚：“相府事情紧急，杨公为什么这样？”于是扶杨坚下床，催促离去。赵王将要追他，元胄以身子挡着门户，赵王不得出去。杨坚到达门口，元胄随后赶到。赵王恨没有按时发动，气得弹指出血。后来诛杀赵王，杨坚赏赐元胄不可胜计。
杨坚受禅为隋文帝，元胄进位为上柱国，封武陵郡公，食邑三千户。拜为左卫将军，不久转任右卫大将军。隋文帝闲谈的时候说：“保护朕躬，成此基业，是元胄的功劳。”几年后，出任为豫州刺史，历任亳州、淅州二州刺史。当时突厥多次为边患，朝廷以元胄平素就有威名，拜他为灵州总管，突厥非常畏惧他。后再征入朝中为右卫大将军，与皇帝关系更加密切。一年正月十五日，隋文帝与近臣登高游玩，元胄已经下班，隋文帝派人驰马召他来。见到元胄，文帝对他说：“元公与外面的人登高游览，不如跟着朕更好。”赐宴非常高兴。晋王杨广经常为他致礼。太子杨勇被废为房陵王，元胄参与计划。文帝追查东宫之事，左卫大将军元旻苦苦劝谏，杨素于是说他的坏话。文帝大怒，逮捕元旻。元胄当时已经下班，不离开，于是上奏：“臣不离开岗位，是为了防备元旻。”又用这句话激怒文帝，文帝于是诛杀元旻，赐元胄帛一千匹。蜀王杨秀获罪，元胄因为与他结交，被除名。
隋炀帝即位，元胄不得起用。当时慈州刺史上官政因事贬到岭南，将军丘和也因罪被废黜。元胄与丘和有旧交，于是多次和他交游。元胄曾经在酒酣时对丘和说：“上官政是壮士，现在流放岭表，不会发生什么大事吗？”于是拍着自己的肚子说：“如果是这个人，就不会什么事都不做。”丘和第二天上奏，元胄被处死。于是征上官政为骁卫将军，拜丘和代州刺史。

## 延伸阅读
[在维基数据编辑]
 《北史·卷073》，出自李延壽《北史》
 《隋書·卷40》，出自魏徵《隋书》